# Two Shot
「Two Shot」（ツーショット）は、THE HUMAN BEATSのシングル。

## 概要
- MONGOL800の上江洌清作、RHYMESTERのMummy-D、クリエイティブディレクターの箭内道彦、音楽プロデューサーの亀田誠治によるユニットのシングル。タワーレコード限定発売。
- 7月1日にワンコーラスのみ先行配信された。
- 利益全額は全てあしなが育英会（あしなが東日本大地震・津波遺児募金）に寄付される。
- ジャケットは、はっぴいえんどのアルバム『風街ろまん』のパロディになっている。
- PVは、各界著名人の秘蔵ツーショット写真が映し出されている[1]。発表されている著名人は以下の通り。その他にもいる。
  - 福山雅治
  - 野宮真貴
  - 怒髪天
  - 渡辺俊美（TOKYO No.1 SOUL SET、THE ZOOT16）
  - おおはた雄一
  - 松田晋二（THE BACK HORN）
  - 藤井敬之（音速ライン）
  - 渡辺大知＆宮田岳（黒猫チェルシー）
  - 蒼井優
  - 榮倉奈々
  - 佐藤健
  - 仲里依紗
  - 西田敏行
  - 三谷幸喜
  - 山田洋次
  - 吉高由里子

## 収録曲
1. Two Shot
  - ファッション通販サイト「MAGASEEK」CF曲。[2]
  - はごろもフーズ「シーチキン」CF曲。[3]
2. Two Shot（Instrumental）